# مادلین یانوگی
مادلین یانوگی (سوئدی: Madelen Janogy؛ زادهٔ ۱۲ نوامبر ۱۹۹۵) بازیکن فوتبال اهل سوئد است.
وی همچنین در تیم ملی فوتبال زنان سوئد بازی کرده‌است.
وی در مسابقات کشوری و بین‌المللی در مجموع برندهٔ ۱ مدال نقره شده‌است.